# پالایروس
پالایروس (به لاتین: Palairos) یک منطقهٔ مسکونی در یونان است که در Aktio-Vonitsa واقع شده‌است.